# 俄羅斯的羅曼·彼得羅維奇王子
羅曼·彼得羅維奇（俄语：Князь Роман Петрович；1896年10月17日—1978年10月23日），彼得·尼古拉耶維奇大公的獨子，沙皇尼古拉一世的曾孫。

## 家庭
1921年，羅曼與普拉斯科維婭·謝爾梅特娃女伯爵結婚，兩人共有兩個兒子：
- 尼古拉·羅曼諾維奇（1922年—2014年）
- 季米特里·羅曼諾維奇（1926年—2016年）